# Aleksander Sergejevič Puškin
Aleksander Sergejevič Puškin [aleksándər sergêjevič púškin], (rusko Алекса́ндр Серге́евич Пу́шкин ), ruski pesnik, pisatelj in dramatik, * 6. junij (26. maj, julijanski koledar) 1799, Moskva, Ruski imperij, † 10. februar (29. januar) 1837, Sankt Peterburg.
Ustvarjal je v času romantike in je po mnenju mnogih največji ruski pesnik ter utemeljitelj sodobne ruske književnosti.
Rodil se je v rusko plemstvo v Moskvi. Njegov oče, Sergej Lvovič Puškin, je pripadal stari plemiški družini. Eden izmed njegovih prapradedov po materini strani je bil generalmajor Abram Petrovič Hanibal, plemič afriških korenin, ki so ga iz rodne dežele ugrabili osmanski Turki, potem pa ga je osvobodil ruski car in vzgojen je bil na carjevem dvoru kot njegov krščenec.
Svojo prvo pesem je objavil pri petnajstih letih in do zaključka šolanja na liceju Carsko Selo je bil že široko prepoznan v literarnih krogih. Po diplomi je Puškin recitiral svojo kontroverzno pesem »Oda svobodi«, eno od pesmi, zaradi katerih ga je car Aleksander I. izgnal.
Pod strogim nadzorom carjeve politične policije ni mogel izdajati in je napisal svojo najbolj znano igro, Boris Godunov. Njegov roman v verzih, Jevgenij Onjegin, je izšel po delih med letoma 1825 in 1832. Puškina je v dvoboju smrtno ranil domnevni ljubimec njegove žene in sestrin mož, Georges-Charles de Heeckeren d'Anthès, znan tudi kot Dantes-Gekkern, francoski častnik, ki je služil pri konjeniškem gardnem polku.

## Predniki
Puškinov oče Sergej Lvovič Puškin (1767–1848) je izhajal iz ugledne družine ruskega plemstva, ki ima svoje prve znane prednike v 12. stoletju. Puškinova mati, Nadežda (Nadja) Ossipovna Gannibal (1775–1836) izhaja prek svoje babice po očetu iz nemškega in skandinavskega plemstva. Bila je hči Ossipa Abramoviča Gannibala (1744–1807) in njegove žene Marije Aleksejevne Puškine (1745–1818).
Oče Ossipa Abramoviča Gannibala, Puškinov praded, je bil Abram Petrovič Gannibal (1696–1781), afriški paž, ki so ga ugrabili in odpeljali v Konstantinopel kot darilo otomanskemu sultanu in pozneje v Rusijo kot darilo Petru Velikemu. Adam je v svojem pismu carici Elizaveti, hčeri Petra Velikega, pisal, da je bil Gannibal iz mesta »Lagon«, predvsem na podlagi mitične biografije Gannibalovega zeta Rotkircha.
Vladimir Nabokov je pri raziskovanju »Jevgenija Onjegina« na to teorijo izvora vrgel senco dvoma. Poznejše raziskave strokovnjakov Dieudonnéja Gnammankouja in Hugha Barnesa so naposled prepričljivo ugotovile, da je bil Gannibal rojen v osrednji Afriki, na območju, ki meji na jezero Čad v sodobnem Kamerunu. Po tem, ko se je v Franciji izšolal za vojaškega inženirja, je Gannibal postal guverner Revala in nato Général en Chief (tretji najvišji vojaški čin) kot odgovoren za grajenje pomorskih trdnjav in kanalov v Rusiji.

## Zgodnje življenje
Puškin se je rodil 26. maja 1799 v Nemški četrti v Moskvi, krščen pa je bil 8. junija. Njegov boter je bil grof Artemij Ivanovič Voroncov. Poleti je družina sina odpeljala na Mihajlovsko, nato pa so do pomladi 1801 živeli v Sankt Peterburgu.
Poletne mesece v letih 1805–1810 je običajno preživljal s svojo babico po materini strani, Marijo Aleksejevno, v vasi Zaharov v bližini Zvenigoroda pri Moskvi. Njegove otroške impresije so prisotne v prvih poskusih Puškinovih pesmi, napisanih nekoliko pozneje: »Duhovnik« (1813), »Bova« (1814), »Sporočilo Judinu« (1815) in »Sanje« (1816). Babica je napisala naslednje o svojem vnuku: »Ne vem, kaj bo z mojim najstarejšim vnukom. Fant je pameten in ima rad knjige, toda uči se slabo, redko se nauči lekcijo, včasih se ga ne da motivirati, noče se igrati z drugimi otroki, saj se takoj obrne in se tako navduši, da ga je težko umiriti. Hiti od ene skrajnosti do druge in nima obstanka.«
Bil je zaupan skrbnicam ter francoskim inštruktorjem in je do starosti desetih let govoril večinoma francosko. Ruski jezik je spoznal skozi komunikacijo z gospodinjskimi tlačani in njegovo varuško, Anno Rodionovo, ki jo je imel zelo rad in na katero je bil navezan bolj kot na lastno mater.
Svojo prvo pesem je napisal pri petnajstih letih. Šest let (1811–1817) je trajalo njegovo šolanje na prestižnem Imperialnem liceju v Carskem selu pri Sankt Peterburgu, ki je bil odprt 19. oktobra 1811. Spomini z liceja so ostali v pesnikovi duši za vedno. Ko je zaključil šolo kot del prvega diplomirajočega razreda na liceju, je bil njegov talent na ruski književni sceni že široko prepoznan. Na liceju je bil študent Davida Mara, ki je bil v Rusiji znan kot David de Boudry, mlajši brat francoskega revolucionarja Jeana-Paula Marata. Po šoli je Puškin zapadel v virantno in glasno intelektualno mlado kulturo Sankt Peterburga, ki je bil takrat prestolnica Ruskega imperija. Leta 1820 je objavil svojo prvo dolgo pesem, Ruslan in Ludmila, ki je bila po subjektu in slogu zelo kontroverzna.

## Socialni aktivizem
V liceju je bil Puškin pod močnim vplivom kantovskih liberalnih individualističnih načel svojega profesorja moralnih in političnih znanosti Aleksandra Kunicina, ki ga je Puškin pozneje obeležil v svoji pesmi »19. oktober« in drugih pesmih. Prav tako se je Puškin poglobil v misel francoskega razsvetljenstva, ki mu je ostal neprestano hvaležen do konca svojega življenja, zlasti Voltaira, ki ga je opisal kot »prvega, ki sledi novi poti in prinaša luč filozofije v temne arhive zgodovine«. Njegova zgodnja besedila kombinirajo tradicije francoskega in ruskega klasicizma. Med Puškinovimi profesorji sta bila Batjuškov, prepoznani mojster lahke poezije in Žukovski, vodja ruske romantike. Puškinova besedila med letoma 1813 in 1815 so prežeta z motivi minljivosti življenja. Po letu 1816 se je sledeč Žukovskemu obrnil proti elegijam, v katerih je razvijal motive, značilne za ta žanr: neuslišana ljubezen, odhod mladosti in minljivost duše. Julija 1814 se je prvič pojavil v tisku v moskovski reviji Vestnik Evropi.:60 Še kot študent v liceju se je Puškin pridružil literarnemu društvu »Arzamas«, ki je nasprotovalo rutini in arhaizmom v literarnih delih. Puškin je bil pod močnim vplivom poezije Batjuškova, Žukovskega in Davidova.
9. junija 1817 je Puškin diplomiral. Postal je redni obiskovalec gledališča in se je udeleževal srečanj Arzamasa, kjer je dobil vzdevek »kriket«, leta 1819 pa se je pridružil literarnemu in gledališkemu društvu »Zelena svetilka«.
Puškin je postopoma postal zavezan družbeni reformi in se je uveljavil kot govornik za literarne radikale. To je razjezilo vlado in je vodilo v njegovo premestitev maja 1820. Spomladi 1820 so Puškina pozvali k vojaškemu generalnemu guvernerju Sankt Peterburga grofu M. A. Miloradoviču, da bi pojasnil vsebino svojih pesmi, ki so bile nezdružljive s statusom uradnika. Govora je bilo o izgnanstvu v Sibirijo ali zapor v Solovetskem samostanu. Samo po zaslugi svojih prijateljev, predvsem Karamzina, je bila dosežena omilitev kazni in Puškina so premestili na jug. Odšel je na Kavkaz in Krim ter nato v Kamjanko in Kišinjev v Besarabiji. Na poti tja je po plavanju v Dnjepru zbolel za pljučnico in Rajevski je bolnega pesnika odpeljal na Kavkaz in na Krim. Na poti tja so se ustavili v Taganrogu, kjer je bil pesnik prvič v Pjatigorsku in je živel na posestvu A. F. Rebrovega.
16. avgusta 1820 je Puškin prispel v Feodosijo, nato pa je odšel v Gurzuf, kjer je preživel več tednov poleti in jeseni 1820. Tam je prišel na idejo za svoj roman Jevgenij Onjegin. Na koncu svojega življenja se je Puškin spominjal Krima, rekoč: »To je zibelka mojega Onjegina.«
Šele 21. septembra je Puškin prispel v Kišinjev. Pridružil se je tajni organizaciji Filiki Eteria, katere namen je bil strmoglaviti otomansko vladavino v Grčiji in vzpostaviti neodvisno grško državo. Navdihnila ga je grška revolucija in ko je izbruhnila vojna proti otomanskemu cesarstvu, je vodil dnevnik, v katerem je beležil dogodke narodne vstaje.

## Vzpon
V Kišinjevu je ostal do leta 1823 in je napisal dve romantični pesmi, ki sta mu prinesli priznanje: »Zapornik Kavkaza« in »Fontana Bahčisaraja«. Leta 1823 se je Puškin preselil v Odeso, kjer se je ponovno sprl z vlado, ki ga je poslala v izgnanstvo na podeželsko posestvo njegove matere Mihajlovskoje pri Pskovu med letoma 1824 in 1826. 30. julija 1824 je Puškin prejel 389 rubljev in 4 kopejke za potne stroške in se odpravil v Pskovsko gubernijo. Ob koncu poletja so vsi Puškinovi sorodniki zapustili Mihajlovskoje. Med svojim bivanjem v Mihajlovskem se je Puškin spustil v ljubezensko razmerje s kmetico Olgo Kalašnikovo, s katero naj bi imel nezakonskega sina Pavla.
V Mihajlovskem je Puškin napisal nostalgične ljubezenske pesmi, ki jih je posvetil Jelizaveti Voroncovi, ženi generalnega guvernerja Ukrajine. Puškin je takrat delal na njegovem romanu v verzih Jevgenij Onjegin.
Leta 1825 je Puškin v Mihajlovskem napisal pesem »Za ***«. Na splošno velja, da je pesem posvetil Ani Kern, vendar so tudi drugačna mnenja. Pesnik Mihail Dudin je verjel, da je bila pesem posvečena tlačanki Olgi Kalašnikovi. Puškinistka Kira Viktorova je verjela, da je bila pesem posvečena carici Jelizaveti Aleksejevni. Vadim Nikolajev je trdil, da je zamisel o carici marginalna in o njej ni hotel diskutirati ter je poskušal dokazati, da je bila pesem posvečena Tatjani Larinini, junakinji Jevgenija Onjegina.
Ko je bila Puškinova pesem Oda svobodi najdena med osebnimi stvarmi upornikov dekabristične vstaje (1825), so ga oblasti pozvale v Moskvo. Po njegovem izgnanstvu leta 1820 so Puškinovi prijatelji in družina nenehno prosili za njegovo izpustitev ter pošiljali pisma in se sestajali z Aleksandrom II. ter nato Nikolajem I. in tesno sledili dekabristični vstaji. Po srečanju z Nikolajem I. je Puškin dobil svoj izpust iz izgnanstva in začel delati kot carjev odvetnik za Narodne arhive. Toda ker so uporniki v dekabristični vstaji (1825) obdržali nekaj Puškinovih zgodnjih političnih pesmi, je car obdržal strog nadzor na vsem, kar je Puškin objavil, in prepovedali so mu potovanja.
Takrat je začel pisati novo pesem, »Poltava«, po objavi katere je odnos kritikov in dela bralskega občinstva do Puškina postal bolj hladen ali kritičen.
V tem času se je Puškin začel zanimati za osebnost Petra Velikega. Ta je postal junak njegove nove pesmi Poltava. V okviru te pesnitve je pesnik kombiniral več resnih tem - odnos med Rusijo in Evropo, poenotenje ljudi, sreča in drama posameznika. Po Puškinovem lastnem priznanju ga je privlačil močni karakter oseb in globoka tragična senca nad temi grozotami.
Istega leta (1825) je Puškin v času bivanja na posestvu njegove matere tudi napisal to, kar je postala njegova najbolj znana igra, drama Boris Godunov. Dovoljenje za njeno izdajo pa je prejel šele pet let pozneje. Prvotna in necenzurirana različica drame je bila prikazana šele leta 2007.
V letih 1825–1829 je v času izgnanstva v osrednji Rusiji spoznal poljskega pesnika Adama Mickiewicza in se spoprijateljil z njim. Leta 1829 je potoval skozi Kavkaz do Erzuruma, da bi obiskal prijatelje, ki so se borili v ruski vojski med rusko-turško vojno. Na koncu leta 1829 je Puškin želel odpotovati v tujino, želja, ki jo je odražala njegova pesem »Pojdimo, pripravljen sem«. Zaprosil je za dovoljenje za potovanje, vendar je 17. januarja 1830 od carja Nikolaja I. preko grofa Aleksandra Kristoforoviča Benckendorffa prejel negativen odgovor.
14. junija 1829 se je Puškin udeležil spopadov s turškimi konjeniki. V bitki pri Kainli 19. junija 1829 se je udeležil zasledovanja bežečega sovražnika. 27. junija, po turški kapitulaciji pri Erzurumu, je Puškin v to mesto vstopil skupaj z ruskimi enotami.
Okrog leta 1828 je Puškin spoznal Natalijo Gončarovo, ki je imela takrat 16 let in je bila ena od najbolj opravljanih lepotic v Moskvi. Natalija je po veliko omahovanja aprila 1830 sprejela ženitno ponudbo in sicer šele tedaj, ko je prejela zagotovitve caristične vlade, da nima namenov preganjanja libertarnega pesnika. Pozneje sta Puškin in žena postala pogosta gosta dvorne družbe. 6. maja 1830 sta bila uradno zaročena in razposlala vabila na poroko. Vendar je bila poroka zaradi izbruha kolere in drugih okoliščin preložena za eno leto. Ceremonija se je odvila 18. februarja 1831 (julijanski koledar) v Veliki cerkvi vnebohoda na Nikitski ulici v Moskvi.
Puškinov zakon s Gončarovo je bil večinoma srečen, vendar je zaradi značilne spogledljivosti in lahkomiselnosti žene vodil v smrtnonosni dvoboj sedem let pozneje, saj je bil Puškin po značaju zelo ljubosumen.
Takoj po poroki se je Puškinova družina za kratek čas naselila v Moskvi na Arbatu na številki 53 (danes je to muzej). Par je tam živel do sredine maja 1831, ko sta zapustila prestolnico preden se je izteklo obdobje najema, saj se je Puškin prepiral s svojo taščo, ki se je vmešavala v njegovo družinsko življenje.:62
Belkinove pravljice so postale prvo Puškinovo zaključeno prozno delo. Leta 1821 je Puškin opredelil osnovno pravilo proze: »Natančnost in kratkost sta najvišji božanstvi proze. Potrebne so misli, brez katerih so briljantni izrazi neuporabni.« Te zgodbe so na nek način spomini navadnega človeka, ki ne najde nič pomembnga v svojem življenju in beleži zgodbe, ki jih je slišal in so ostale v njegovi domišljiji. Zgodbe so zaznamovale zaključek Puškinovega razvoja kot pisatelja proze, ki se je začel leta 1827 z »Negrom Petra Velikega«. Cikel je določil nadaljnji razvoj Puškinovega dela; zadnjih šest let svojega življenja je pisal večinoma prozo.
5. decembra 1830 se je Puškin vrnil iz Boldina v Moskvo.
Leta 1831 je v času svojega rastočega književnega vpliva srečal Nikolaja Gogolja, ki je bil en vplivnejših zgodnjih pisateljev v ruščini. Po prebiranju Gogoljeve zbirke kratkih zgodb Večeri na kmetiji blizu Dikanke iz let 1831–1832 ga je Puškin podprl in predstavil nekaj od Gogoljevih najbolj znanih kratkih zgodb v reviji »Sovremennik«, ki je začela izhajati leta 1836.
Novembra 1833 se je vrnil v Sankt Peterburg, saj je čutil potrebo po dramatični spremembi svojega življenja in umiku izpod sodnega nadzora. 31. decembra 1833 je car Nikolaj I. Puškinu dodelil nižji plemiški naziv kammerjunkerja. Puškin je bil besen, saj se je ta naslov običajno podeljeval mlajšim ljudem. 1. januarja 1834 je zapisal v svoj dnevnik: »Predvčerajšnjim sem dobil naziv kammerjunker (kar je dokaj nespodobno za mojo starost). Vendar je dvor hotel, da bi Natalija Nikolajevna plesala v Aničkovem«.

## Smrt
Jeseni 1836 je Puškin zapadal v vse večje dolgove in se je soočal s škandaloznimi govoricami, da je imela njegova žena ljubezensko razmerje. 4. novembra je poslal poziv na dvoboj Georgesu d'Anthèsu, znanemu tudi kot Dantes-Gekkern. Jacob van Heeckeren, d'Anthèsov očim, je prosil, da bi dvoboj preložili za dva tedna. Po zaslugi pesnikovih prijateljev je bil dvoboj odpovedan. 17. novembra je d'Anthès zaprosil za roko Natalijine sestre Jekaterine. Vendar poroka spora ni razrešila. D'Anthès je še naprej v javnosti zapeljeval Natalijo Gončarevo in krožile so govorice, da se je d'Anthès poročil z Natalijino sestro samo zato, da bi rešil njen ugled.
26. januarja (7. februarja po gregorijanskem koledarju) 1837 je Puškin poslal Gekkernu »zelo žaljivo pismo«. Edini odgovor na to pismo je bil lahko poziv na dvoboj, kar je Puškin vedel. Puškin je uradni poziv na dvoboj prejel preko svoje svakinje Jekaterine Gekkerne še isti dan, kar je odobril d'Anthès prek atašeja na francoskem veleposlaništvu, Viscouta d'Archiaca.
Puškin je prosil Arthurja Magenisa, takratnega atašeja na britanskem generalnem konzulatu v Sankt Peterburgu, naj bo njegov drug. Magenis tega uradno ni sprejel, vendar je 26. januarja (7. februarja) stopil v stik vikontu d'Archiacu, naj poskuša doseči spravo, toda d'Archiac je zavrnil pogovor z njim, saj uradno še ni bil Puškinov drug. Magenis pa zvečer ni uspel najti Puškina in mu je prek sla ob dveh zjutraj poslal pismo, v katerem mu je sporočal, da zavrača biti njegov drug, saj je bila možnost mirne poravnave že pokopana in tradicionalna prva naloga druga je bila poskušati doseči spravo.
Dvoboj s pištolama se je odvil 27. januarja (8. februarja) pri Črni reki brez prisotnosti Puškinovega druga. Dvoboj, ki sta ga bojevala, je znan kot »dvoboj z ovirami«. Pravila te vrste dvobojev določajo, da dvobojevalca začneta na dogovorjeni razdalji. Ko je dan signal za začetek, začneta korakati drug proti drugem in zmanjševati razdaljo med njima. Streljata lahko kadarkoli, vendar mora dvobojevalec, ki strelja prvi, nato stati mirno in počakati, da še drugi v miru strelja nazaj.
D'Anthès je streljal prvi in takoj smrtno ranil Puškina. Krogla je vstopila v njegov bok in predrla njegovo trebušno votlino. D'Anthès je bil po Puškinovem strelu samo lažje ranjen v desno roko. Dva dni pozneje, 29. januarja (10. februarja), je Puškin ob 14.45 umrl zaradi peritonitisa.
V romanu Dostojevskega Idiot eden od likov izrazi mnenje, da je bil strel sprožen po nesreči: »Krogla ga je zadela tako nizko, da je d’Anthès verjetno ciljal nekam višje, v prsni koš ali glavo, nihče ne meri tja, kjer ga je krogla zadela, in to verjetno pomeni, da ga je zadela slučajno, po srečnem naključju. To so mi povedali ljudje, ki to vedo.«
Po prošnji Puškinove žene so ga v krsto dali v večerni obleki in ne v kadetski uniformi, ki jo je priskrbel car. Pogrebni obred je bila sprva dodeljen katedrali sv. Izaka, vendar je bil nato premaknjen v cerkev Konjušenja. Udeležilo se ga je veliko ljudi. Po pogrebu je bila krsta spuščena v klet, kjer je ostala do 3. februarja, dokler ni bila umaknjena v Pskovsko gubernijo. Puškin je bil pokopan na posestvu svoje matere v Svjatogorskem samostanu v današnjem kraju Puškinski Gori pri Pskovu, poleg svoje matere. Njegov zadnji dom je danes muzej.

## Potomci
Puškin je imel iz svojega zakona z Natalijo štiri otroke: Marijo (rojena 1832), Aleksandra (rojen 1833), Grigorija (rojen 1835) in Natalijo (rojena 1836), zadnja se je poročila morganatsko s princem Nikolajem Viljemom Nassauškim iz hiše Nassau-Weilburg in so ji podelili naziv grofica Merenberška. Njena hči Sofija se je poročila z velikim vojvodo Mihaelom Mihajlovičem Ruskim, vnukom carja Nikolaja I.
Trenutno obstajajo samo še linije Aleksandra in Natalije. Natalijina vnukinja Nadežda se je poročila v razširjeno britansko kraljevo družino, njen mož je bil stric princa Filipa, vojvode Edinburškega in je babica trenutnega markiza Milford Havna. Potomci pesnika zdaj živijo po vsem svetu v Združenem kraljestvu, na Češkem, v Nemčiji, Belgiji, Luksemburgu in Združenih državah.

## Delo
Puškin je znan kot največji ali eden od največjih ruskih pesnikov. Tako ga imenujejo Enciklopedični slovar Brokhausa in Efrona, Ruski biografski slovar, Literarna enciklopedija 1929—1939, enciklopedija Krugosvet in Britanska enciklopedija. V filologiji velja Puškin za začetnika sodobnega ruskega jezika, Kratka literarna zgodovina pa ga primerja z Dantejem v Italiji ali Goethejem v Nemčiji. Lihačev govori o njem kot o »našem velikem nacionalnem zakladu«.
Že v času njegovega življenja so ga imenovali za genija, tudi pisno. Od druge polovice 20. let so ga imenovali za največjega ruskega pesnika, ne le njegovega časa, temveč vseh časov in med bralci se je razvil kult osebnosti.
Kritiki imajo veliko njegovih del za mojstrovine, npr. pesem Bronasti jezdec, dramo Kamniti gost in pravljico o padcu Don Juana. Njegova kratka poetična drama Mozart in Salieri (kakor Kamniti gost je bila ena od t.i. štirih malih tragedij, skupnega poimenovanja samega Puškina v pismu Pjotru Pletnjevemu iz leta 1830) je bila navdih za igro Amadeus Petra Shafferja in je zagotovila libreto (skoraj dobesedno) za opero Mozart in Salieri Rimskega-Korsakova.

Puškin je znan tudi po svojih kratkih zgodbah. Dobro je bil sprejet zlasti njegov cikel Zgodbe pokojnega Ivana Petroviča Belkina, vključno z zgodbo Strel. Po literarni teoretičarki Korneliji Kvas 
 »pripovedna logika in verjetnost tega, o čemer pripoveduje, skupaj z natančnostjo in jedrnatostjo – ekonomijo predstavitve realnosti – vse to je doseženo v Zgodbah Belkina, zlasti v zgodbi Postajenačelnik. Puškin je začetnik dolgega in plodovitega razvoja ruske realistične književnosti, saj uspe doseči realistični ideal jedrnate predstavitve realnosti.«
Puškin sam je imel raje svoj roman v verzih Jevgenij Onjegin, ki ga je napisal v času svojega življenja in v katerem je začel tradicijo velikih ruskih romanov, ki sledi nekaj osrednjim osebam, vendar močno variira v tonu in fokusu.
Onjegin je tako zapleteno delo, da je prevajalec Vladimir Nabokov, čeprav je dolgo le sto strani, potreboval dve polni knjigi materiala za popolnoma interpretirati njegov pomen v angleščino. Zaradi težavnosti prevoda ostajajo Puškinovi verzi večinoma neznani angleškim bralcem. Ne glede na to je Puškin močno vplival na zahodne pisatelje, kot je Henry James. Puškin je napisal Pikovo damo, kratko zgodbo, ki je pogosto antologizirana v angleškem prevodu.

### Razvoj ruske književnosti
Puškinu pripisujejo pomembne zasluge za razvoj ruske književnosti. Vidijo ga kot začetnika visoko niansirane ravni jezika, ki je značilen za rusko književnost po njem, pripisujejo pa mu tudi zasluge za močno povečanje ruskega besedišča. Ko je našel luknje v ruskem besedišču, je izumil kalke. Njegov bogat besedni zaklad in visoko občutljiv slog je osnova za sodobno rusko književnost. Njegovi dosežki so postavili nove mejnike za razvoj ruskega jezika in kulture. Postal je oče ruske literature 19. stoletja in zaznamoval največje dosežke 18. stoletja ter začetek književnega procesa 19. stoletja. Ruščino je vpeljal v vse ruske književne žanre, pa tudi seznanil z njo veliko število zahodnoevropskih pisateljev. Prinesel je naravni govor in tuje vplive, da je ustvaril sodobno poetično ruščino. Čeprav je bilo njegovo življenje kratko, je pustil primere v skoraj vseh književnih žanrih: lirični poeziji, pripovedni poeziji, romanih, kratkih zgodbah, drami, kritičnem eseju in celo osebnih pismih.
Po Vladimirju Nabokovu
je Puškinov idiom kombiniral vse sodobne elemente ruščine z vsem, kar se je naučil od Deržavina, Žukovskega, Batjuškova, Karamzina in Krilova:
1. pesniško in metafizično napetost, ki je še vedno živela v cerkvenoslovanskih formah in izgovorjavah
2. obilni in naravni galicizmi
3. vsakodnevni knjižnopogovorni jezik njegove družbene skupine
4. stilizirani ljudski govor s kombiniranjem slavnih treh slogov (nizka, srednja višina in visoka) dragih psevdoklasičnim arhaistom in dodajanje sestavin ruskih romantikov s ščepcem parodije.

Njegovo delo kot kritik in novinar je zaznamovalo rojstvo ruske kulture revij, kar je vključevalo snovanje in obilno prispevanje k eni najvplivnejših literarnih revij 19. stoletja, Sovremenniku (Sodobnik ali Современник). Puškin je navdihnil ruske pravljice in dele žanrov drugih avtorjev: Leskova, Jesenina in Gorkega. Njegova uporaba ruščine pomeni osnovo za slog romanopiscev Ivana Turgenjeva, Ivana Gončorova in Leva Tolstoja, pa tudi za slog poznejših liričnih pesnikov, kot je Mihail Lermontov. Puškina sta analizirala njegov naslednik in učenec Nikolaj Gogolj ter veliki ruski kritik Visarjon Belinski, ki je bil avtor najbolj polne in globoke kritične študije Puškinovih del, ki še vedno ohranja veliko svoje relevantnosti.
Puškin je po mnenju mnogih osrednji predstavnik romantike v ruski književnosti, toda zatrdno ni bil znan kot romantik. Ruski kritiki so tradicionalno trdili, da njegova dela predstavljajo pot od neoklasicizma skozi romantiko do realizma. Alternativna ocena predlaga, da »je imel možnost gojiti nasprotja, ki lahko prvotno izgledajo romantična, vendar so na koncu subverzivna v vseh vidikih, vseh pogledih, vključno z romantičnim« in da je »hkrati romantičen in neromantičen«.

### Glasbena zapuščina
Puškinova dela so zagotavljala tudi plodno podlago za ruske skladatelje. Glinkova Ruslan in Ljudmila je najzgodnejša pomembna opera, ki jo je navdihnil Puškin in znamenitost v tradiciji ruske glasbe. Operi Čajkovskega, Jevgenij Onjegin (1879) in Pikova dama (Pikovaja Dama, 1890), sta izven Rusije postali bržkone celo bolj znani od Puškinovih lastnih del z istim naslovom.
Monumentalno delo Boris Godunov (dve različici, 1868–9 in 1871–2) Modesta Musorgskija spada med najboljše in najizvirnejše ruske opere. Druge ruske opere, ki temeljijo na Puškinovih delih, so Rusalka in Kamniti gost Dargomižskiga, Mozart in Salieri, Zgodba o carju Saltanu in Zlati petelin,  Rimski-Korsakova, Kjujeve Zapornik na Kavkazu, Pojedina v času kuge in Kapitanova hči, Mazeppa Čajkovskega, Rahmaninovi operi v enem dejanju Aleko (temelji na Romih) in Skopuški vitez ter Mavra Stravinskega in Nápravníkov Dubrovski.
Poleg tega so bili na Puškinove verze postavljeni številni baleti, kantate in pesmi (vključno celo z njegovimi pesmimi v francoščini ter ciklom pesmi Isabelle Aboulkerja »Caprice étrange«). Opere na osnovi Puškinovih del so napisali tudi Suppé, Leoncavallo in Malipiero. Skladateljice Judif Grigorevna Rožavska, Galina Konstantinovna Smirnova, Jevganija Josifovna Jahina, Marija Semjonovna Zavališina in Zinaida Petrovna Ziberova so napisale ljudske pesmi z uporabo Puškinovih besedil.
Željo po slavi, ki je bila posvečena Jelizaveti Voroncovi, je uglasbil David Tuhmanov, pa tudi Obdrži me, moj talisiman – Aleksandra Barikina in pozneje Tuhmanova.

### Izbrana dela
Pesmi
- 1820 – Ruslan i Ljudmila (Руслан и Людмила), prevod: Ruslan in Ludimila.
- 1820-21 – Kavkazskij plennik (Кавказский пленник), prevod: Kavkaški ujetnik.
- 1823 – Bahčisaraskij fontan (Бахчисарайский фонтан).
- 1824 – Cygany (Цыганы).
- 1829 – Poltava (Полтава).
- 1833 – Mednyj vsadnik (Медный всадник), prevod: Bronasti jezdec.

Roman v verzih
- 1825-32 – Jevgenij Onjegin (Евгений Онегин).

Drama
- 1825 – Boris Godunov (Борис Годунов).
- 1831 – Mocart i Saljeri (Моцарт и Сальери), prevod: Mozart in Salieri.
- 1832 – Pir vo vremja čumi (Пир во время чумы), prevod: Gostija v času kuge.
- 1836 – Skupoj ricar (Скупой рыцарь), prevod: Skopi vitez.
- 1840 (posmrtno) – Kameni gost (Каменный гость), prevod: Kamniti gost.

Proza
- 1831 – Povesti pokojnogo Ivana Petroviča Belkina (Повести покойного Ивана Петровича Белкина), prevod: Povesti ranjkega Ivana P. Belkina.
- 1834 – Pikova dama (Пиковая дама), kratka zgodba.
- 1833–1836 – Barišnja-krestjanka (Барышня-крестьянка), prevod: Stotnikova hči, kratka zgodba.

Pravljica v verzih
- 1831 – Skazka o care Saltane (Сказка о царе Салтане), prevod: Pravljica o carju Saltanu, pravljica.

## Časti
- Kmalu po Puškinovi smrti je sodobni ruski romantični pesnik Mihail Lermontov napisal »Smrt pesnika«. Pesem, ki se konča z odlomkom, ki krivi aristokracijo, da je (kot opresor svobode) pravi krivec za Puškinovo smrt,[98] ni bila objavljena (niti ne bi bila mogla biti), vendar je neuradno krožila v Sankt Peterburgu.[99] Lermontov je bil aretiran in izgnan v polk na Kavkazu.[100]
- Črnogorski pesnik in voditelj Petar II. Petrović Njegoš je v svojo pesniško zbirko Ogledalo srpsko (Srbsko ogledalo) iz leta 1846 vključil pesniško odo Puškinu z naslovom Sjeni Aleksandra Puškina.[101]
- Leta 1929 je sovjetski pisatelj Leonid Grossman objavil roman The d'Archiac Papers, v katerem je opisoval zgodbo Puškinove smeri s perspektive francoskega diplomata, ki je bil udeleženec in priča smrtonosnega dvoboja. Knjiga ga opisuje kot liberalca in žrtev carističnega režima. Na Poljskem je bila knjiga izdana z naslovom Smrt pesnika.[102]
- Leta 1937 je bilo po njem poimenovano mesto Puškin.[103]
- V Rusiji je po Puškinu poimenovanih več muzejev, vključno z dvema v Moskvi, enim v Sankt Peterburgu in velikem kompleksu v Mihajlovskem.[104]
- Puškinova smrt je bila uprizorjena v biografskem filmu Puškin: Zadnji dvoboj iz leta 2006. Režirala ga je Natalija Bondarčuk. Puškina je igral Sergej Bezrukov.[105][106][107]
- Njegovo življenje je bilo dramatizirano v avstralski radijski igri Zlati petelin iz leta 1951.[108][109]
- Leta 2000 je bil v okviru kulturne izmenjave v Washingtonu postavljen Puškinov spomenik, v Moskvi pa je bil postavljen spomenik ameriškemu pesniku Waltu Whitmanu.[110][111]
- Leta 1987 je Aleksandra Hamilton ustanovila Puškinov sklad za obeležitev kreativne zapuščine in duha njenega prednika in za sprostitev kreativnosti in domišljije v otrocih na Irskem z zagotavljanjem priložnosti da sporočajo svoje misli, čustva in izkušnje.[112]
- Leta 1977 je sovjetski astronom Nikolaj Černih odkril majhen planet 2208 Puškin in ga poimenoval po njem.[113] Po njem je poimenovan tudi krater na Merkurju.

- MS Aleksandr Puškin, druga ladja sovjetskega razreda Ivan Franko.[114]
- Po njem je bila poimenovana postaja taškentske podzemne železnice[115]
- Po njem so poimenovani Puškinovi hribi[116] in Puškinovo jezero v rajonu Cochrane, v Ontariu, v Kanadi.
- Dan ruskega jezika Združenih narodov so Združeni narodi ustanovili leta 2010 je se praznuje vsako leto 6. junija na Puškinov rojstni dan.[117]
- Leta 2010 je bil za obeležitev rusko-filipinskih odnosov v Manili na Filipinih odkrit Puškinov kip.[118]
- Po njem je bil poimenovan diamant Aleksandra Puškina, drugi največji najden v Rusiji (Rusija je bila takrat del ZSSR).[119][120][121]
- 28. novembra 2009 so odkrili Puškinov spomenik v Asmari, prestolnici Eritreje.[122]
- Leta 2005 je bil postavljen spomenik Puškinu in njegovi babici Mariji Hannibal v Zaharovem v Rusiji.[123]
- Leta 2019 je bilo po Puškinu poimenovano moskovsko Mednarodno letališče Šeremetjevo.[124]

### Sovjetska praznovanja stoletnice smrti
V letu stoletnice Puškinove smrti leta 1937 se je v njegovo čast zgodilo množično preimenovanje ulic po vsej Sovjetski zvezi. Ta obletnica je bila ena najpomembnejših književnih obeležitev v sovjetskem obdobju, sledila je le stoletnici Tolstojevega rojstva leta 1928. Čeprav je bila Puškinova podoba množično prikazovana v sovjetski propagandi od oglasnih panojev do ovitkov bonbonov, je bila v nasprotju idealno sovjetsko persono. Puškina so obravnavali kot razuzdanca z aristokratskimi težnjami, kar je bilo v konfliktu s sovjetskimi vrednotami in je vodilo v obliko represivnega revizionizma, podobno stalinistični predelavi Tolstojevega krščanskega anarhizma.